# Relaciones República de China-Rusia
Las relaciones República de China-Rusia son las relaciones bilaterales entre la República de China, conocida coloquialmente como Taiwán, y la Federación de Rusia que tienen su inicio del periodo actual el 12 de julio de 1993, cuando las autoridades rusas permitieron la inauguración de una Oficina Representativa Económica y Cultural de Taipéi en Moscú, capital de la Federación. Como respuesta y para actuar de consulado, Rusia inauguró una Oficina de Representación de Rusia en Taipéi que fue inaugurada el 15 de diciembre de 1996. Desde entonces, ambos países mantienen unas relaciones diplomáticas informales.
Anteriormente, la República de China y Rusia habían mantenido relaciones diplomáticas plenamente formales desde 1922 hasta 1949, año en que tras el final de la guerra civil china, la Unión Soviética (de la cual Rusia era parte), rompe relaciones con la República de China para reconocer a la República Popular China.

## Relaciones pasadas
Como resultado del tratado de Shimonoseki en 1895, que puso fin a la primera guerra sino-japonesa, la isla de Taiwán bajo la dinastía Quing fue transferido a Japón y rápidamente se convirtió en una colonia japonesa. Los consulados extranjeros reanudaron sus actividades en Formosa, incluidas las actividades rusas en 1896. El primer cónsul ruso fue el nativo de Alemania Paul Shabert.
Tanto la República de China como la Unión Soviética fueron miembros fundadores de las Naciones Unidas y del Consejo de Seguridad en 1945.
Después del final de la guerra de Corea en 1954, Estados Unidos firmó un tratado de seguridad con el gobierno del Kuomintang de la República de China, que incluía una cláusula que estipulaba la participación estadounidense en acciones militares en caso de confrontación con la China continental dominada por el Partido Comunista de China. El ministerio de Relaciones Exteriores de la Unión Soviética en una declaración calificó el tratado como una "violación grosera de los acuerdos internacionales, la soberanía y la integridad territorial de la República Popular China".
Se interrumpió todo contacto entre la URSS y la República de China definido por el Tratado de Amistad y Alianza Sino-Soviético de 1945. El anuncio de la ruptura se realizó el 3 de octubre de 1949 después de que la Unión Soviética se convirtiera en el primer país en reconocer a la República Popular China en octubre.
Aunque ha habido algunas tendencias débiles hacia el cambio en el statu quo desde finales de la década de 1950, hasta el día de hoy, la Federación Rusa, sucesora del imperio soviético, no ha tenido relaciones oficiales con Taiwán. Cabe mencionar que la URSS siempre se había adherido a la política de “una sola China” pero insistía en una salida política para enfrentar la crisis, a diferencia de algunos líderes de Pekín que estaban considerando una acción militar en 1954 y 1958. Posiblemente, fue una de las razones del enfriamiento de las relaciones chino-soviéticas a fines de la década de 1950. Cuando en septiembre de 1954 el bombardeo de las islas adyacentes a Taiwán provocó la primera de las tres crisis de Matszu-Amoi, la Unión Soviética en la declaración de Nikita Jrushchov anunció oficialmente su apoyo a la República Popular China. Al mismo tiempo, el canciller Viacheslav Mólotov expresó su preocupación de que el conflicto regional se convierta en una gran guerra, al tiempo que acusó a Estados Unidos de provocar el conflicto. No mucho antes de la crisis de 1954, la Marina de la República de China capturó un petrolero civil soviético "Tuapse" en alta mar del canal de Bashi, que se dirigía de Odesa a Vladivostok. 49 tripulantes fueron detenidos, mientras que 29 fueron liberados en 1955, 9 se mudaron a los Estados Unidos y los demás fueron encarcelados en varios períodos de tiempo hasta que murieron o finalmente fueron liberados después de 34 años en 1988. El Partido Comunista de la Unión Soviética convocó a la Cumbre de las Diez Naciones en Nueva Delhi para discutir el tema el 27 de septiembre de 1958 como uno de los precursores de la ruptura entre la República Popular China y la Unión Soviética.
El contacto no oficial entre la URSS y Taiwán comenzó a fines de la década de 1960, como las visitas entre Victor Louis, Chiang Ching-kuo y James Wei, después de que la tendencia hacia un acercamiento entre Estados Unidos y la República Popular China se hizo evidente. Es bien sabido que las visitas de Richard Nixon y Henry Kissinger resultaron en la firma del llamado comunicado de Shanghái en 1972 cuando los estadounidenses declararon que reconocen a la República Popular China y que Taiwán es parte de ella”. Mientras tanto, la República de China esperaba que un acercamiento soviético-taiwanés evitaría el creciente número de contactos sino-estadounidenses. Es posible que la URSS, a su vez, considerara que la restauración de las relaciones con la República de China ayudaría a frenar el empeoramiento de las relaciones entre la Unión Soviética y la República Popular China. Taiwán estaba ansioso por llegar a un compromiso ya que después del debilitamiento de sus relaciones con los Estados Unidos, tenía poco que perder. La Unión Soviética, sin embargo, fue muy cuidadosa en su política hacia la República de China, comerciando con ella a través del Hong Kong británico, el Estado del Japón, Alemania Occidental y sus Estados satélites de Europa del Este.

## Relaciones actuales
La oficina de representación de la República de China en Rusia, la Oficina de Representación en Moscú de la Comisión de Coordinación Económica y Cultural Taipéi-Moscú, fue inaugurada el 12 de julio de 1993 por el Ministerio de Relaciones Exteriores de la República de China. La oficina de representación de Rusia en Taiwán, Oficina de Representación en Taipéi para la Comisión de Coordinación Moscú-Taipéi sobre Cooperación Económica y Cultural, fue inaugurada el 15 de diciembre de 1996 por el Ministerio de Relaciones Exteriores de Rusia.
En 2002, en el contexto de las reclamaciones de la República de China como la verdadera y única China histórica, el gobierno de Taipéi eliminó sus reclamaciones oficiales de la región de Mongolia Exterior, que incluía la totalidad del Estado de Mongolia y la República de Tuvá, una entidad administrativa de Rusia.
En 2005, el monto total del comercio entre los dos países (en dólares estadounidenses) fue de 2.188.944.473. Como puede verse en los datos, Rusia mantiene un balance positivo en sus relaciones comerciales con Taiwán gracias al petróleo crudo, hierro y acero fundido, metales no ferrosos, productos petroquímicos, ferroaleaciones, carbón coquizable, madera y fertilizantes químicos. Rusia importa principalmente productos electrónicos y partes electrónicas, computadoras y partes de computadoras, y electrodomésticos. 
En los últimos años, Rusia ha recibido a más de 300 estudiantes taiwaneses para trabajar en el país, mientras que Taiwán ha permitido que 200 estudiantes rusos ingresen a su mercado laboral. También se dice que alrededor de 1000 taiwaneses visitan Rusia cada año.
En 2022, el gobierno de Rusia agregó a la República de China a una lista de estados y territorios extranjeros que cometen "acciones hostiles" contra el accionar ruso de la Invasión de Ucrania, a pesar de que Rusia reconoce oficialmente a Taiwán como parte de la República Popular China.

## Biografía
- Hu, S. "Assessing Russia's Role in Cross-Taiwan Strait Relations," Issues & Studies, Vol. 43, No. 4 (December 2007): pp. 39–76.
- Share, M.: Where Empires Collided: Russian and Soviet Relations with Hong Kong, Taiwan and Macau (Hong Kong: The Chinese University Press, 2007).
- Tubilewicz, Czeslaw (April 2002). «The Little Dragon and the Bear: Russian-Taiwanese Relations in the Post-Cold War Period». The Russian Review 61 (2): 276-297. JSTOR 3664284. doi:10.1111/0036-0341.00227.